# Ağarx
Ağarx är en ort i Azerbajdzjan.   Den ligger i distriktet Ağsu Rayonu, i den centrala delen av landet, 130 kilometer väster om huvudstaden Baku. Ağarx ligger 92 meter över havet och antalet invånare är 997.
Terrängen runt Ağarx är platt åt sydväst, men åt nordost är den kuperad. Terrängen runt Ağarx sluttar söderut. Närmaste större samhälle är Aghsu, 6,1 kilometer norr om Ağarx.
Trakten runt Ağarx består till största delen av jordbruksmark. Runt Ağarx är det ganska tätbefolkat, med 62 invånare per kvadratkilometer.